# Ian Anderson
Ian Scott Anderson (født 10. august 1947 i Dunfermline, Skotland) er en skotsk sanger, sangskriver, guitarist og fløjtenist, men bedst kendt som frontfigur i rockbandet Jethro Tull, hvor han bl.a. fik stor succes med sin idé om at mikse rockmusik og tværfløjte. Jethro Tull har gennem tiden haft skiftende besætninger, dog altid med Ian Anderson som frontfigur og siden 1969 med guitaristen Martin Barre som gennemgående medlem. Efter udgivelsen af et album med nyt materiale blev udgivet i 2003, turnerede bandet indtil 2011. I april 2014 meddelte Ian Anderson at han ville koncentrere sig om sin solokarriere og at Jethro Tull var opløst. I 2017 gendannede han bandet, dog uden Barre, og i 2022 udgav det det første studiealbum siden 2003.

## Diskografi

### Studiealbums (solo)
| År   | Navn                               | Selskab                                      | Hitlisteplacering | Hitlisteplacering | Hitlisteplacering |
| År   | Navn                               | Selskab                                      | US                | UK                | GER               |
| ---- | ---------------------------------- | -------------------------------------------- | ----------------- | ----------------- | ----------------- |
| 1983 | Walk into Light                    | Chrysalis/EMI Records                        | 202               | 78                |                   |
| 1995 | Divinities: Twelve Dances with God | Angel/EMI Records                            |                   |                   |                   |
| 2000 | The Secret Language of Birds       | Fuel 2000/Varèse Sarabande/Universal Records | 26                |                   |                   |
| 2003 | Rupi's Dance                       | RandM Records                                |                   |                   | 40                |
| 2012 | Thick as a Brick 2                 | Chrysalis/EMI Records                        | 55                | 35                | 13                |
| 2014 | Homo Erraticus                     | Kscope                                       | 111               | 14                | 13                |

### Samarbejder
- Jethro Tull – The String Quartets[5] (BMG, 2017) med Carducci String Quartet

Som gæst
- Honeymoon Suite: The Big Prize (Warner Music Canada, 1986); Anderson spiller fløjte på "All Along You Knew"
- Men Without Hats: Pop Goes the World (Mercury Records, 1987); Anderson spiller fløjte på the track "On Tuesday"
- The Six and Violence: Lettuce Prey (Fist Records, 1990);[6] Anderson spiller med på "Bursting Bladder" og"Theological Guns"
- Blackmore's Night: Shadow of the Moon (Edel, 1997); Anderson spiller fløjte på "Play Minstrel Play"
- Uriah Heep: Acoustically Driven (Classic Rock Productions, 2001); Anderson spiller fløjte på "Circus" and "Blind Eye"
- James Taylor Quartet: Room at the Top (Sanctuary Records, 2002); Anderson spiller fløjte på "Free"
- Magellan: Hundred Year Flood (Magna Carta Records, 2002); Anderson spiller fløjte på "Family Jewels"
- Silverwood Quartet: The Classic Rock Album (2005); Anderson spiller fløjte på "Bourrée"
- Billy Sherwood: Back Against the Wall (Cleopatra Records, 2005); Anderson plays flute og synger på "The Thin Ice" og spiller fløjte på "Is There Anybody Out There?"
- Various Artists: Asia and Progressive Rock Friends (2008); Anderson sings and spiller fløjte på "The Thin Ice"
- Eric Brooke: The Road to Here (2011); Anderson spiller fløjte på "O.K.(Live) "
- Saori Jo: Home 2.17 AM (2012); Anderson spiller fløjte på "Fairy World"
- Unnur Birna: Sunshine (2013);[7] Anderson spiller fløjte på "Sunshine"
- Anna Phoebe: Between the Shadow and the Soul (2014); Anderson spiller fløjte på "A Moment's Deception"
- Boris Grebenshchikov: Salt (2014); Anderson spiller fløjte på "Любовь во время войны"
- Renaissance: Symphony of Light (2014); Anderson spiller fløjte på "Cry to the World"
- Tiles: Pretending 2 Run (Laser's Edge, 2016); Anderson spiller fløjte på "Midwinter"
- Helen Andrews: Circling Highs, Unravelling Lows (2016); Anderson spiller fløjte på "Behind the Glass"
- John Cooper Clarke & Hugh Cornwell: This Time It's Personal (2016); Anderson spiller fløjte på "MacArthur Park"
- Tim Bowness: Lost in the Ghost Light (2017); Anderson spiller fløjte på "Distant Summers"
- Tinkara: Cuori di ossigeno (2017); Anderson spiller fløjte på "Maldamore"
- Steeleye Span: Est'd 1969 (2019); Anderson spiller fløjte på "Old Matron"
- Heather Findlay: Wild White Horses (2019); Anderson spiller fløjte på "Winner"
- Mandoki Soulmates: Living in the Gap + Hungarian Pictures (2020); Anderson sings and spiller fløjte på "Let the Music Show You the Way"
- Louise Patricia Crane: Deep Blue (Peculiar Doll Records, 2020); Anderson spiller fløjte på "Snake Oil" og "Ophelia"
- Steve Bailey: Carolina (2020); Anderson spiller fløjte på "Bourrée"
- Robby Steinhardt: Not In Kansas Anymore / A Prog Opera (2021); Anderson spiller fjøte og tinwhistle på "Pizzacato (A Slice For Baby Boy Flynn)"